# Chrysler LHS
El Chrysler LHS es un automóvil estadounidense de tamaño completo con tracción delantera, basado en la plataforma de Chrysler LH. Fue producido por Chrysler entre los años 1994 y 2001.
Después de haber sido elogiado en todo su ciclo de producción, ofrecía una combinación de características de gama alta, junto con un rendimiento brillante. El LHS se comercializó como un rival de otros coches que costaban varios miles de dólares más. La primera generación del LHS ofrecía un paquete global (combinando comodidad y rendimiento) que recordaba mucho a la clase superior de coches europeos. Muchos periodistas del automóvil de América declararon que el coche podría ser fácilmente confundido con un modelo alemán. Esto sucedió solo unos años antes que Daimler-Benz se asociara con la Chrysler Corporation.

## Primera Generación
Originalmente lanzado en 1994, un año después que el Chrysler Concorde, Dodge Intrepid y Eagle Vision fueron puestos en producción, el (Chrysler LHS y The New Yorker) utilizan una versión de la plataforma LH con una distancia de cinco pulgadas (127 mm) es más largo el LHS del cuerpo, y tomó el lugar del Imperial, como el coche más grande y de más alta calidad en la gama Chrysler, figurando como su "buque insignia". Mientras que la distancia entre ejes de todos los modelos LH siguió siendo la misma, las 5 pulgadas (130 mm) adicionales de la carrocería permitieron a los ingenieros desplazar el asiento trasero incluso más atrás. Esto dio al LHS una gran habitabilidad en la zona de los asientos traseros, de forma análoga a lo que sucede en las plataformas alargadas de los modelos de BMW o Mercedes. El New Yorker, un modelo similar, se construyó también como un reemplazo para el New Yorker Fifth Avenue y el New Yorker Salon. Compartía muchos aspectos con el LHS, pero con un aspecto menos monocromático en los asientos y la tapicería, algunos detalles de la carrocería y una suspensión más suave. También ofrecía muchas de las características estándar del LHS como "opcionales". A partir de 1994, los tres modelos de la plataforma de Chrysler LH utilizan el nivel medio "Touring" de la suspensión. Unos ajustes "Performance" eran una opción disponible en el Dodge Intrepid y en el Eagle Vision.

## Segunda generación
El LHS se eliminó a partir del año 1998 en previsión de un nuevo y rediseñado LHS, lanzado en 1999. Como en el caso anterior, la segunda generación de LHS ha ocupado su nicho de gama alta de Chrysler, aunque su interior hay más espacio que los Concorde. Las diferencias entre el LHS de segunda generación y el Concorde eran mucho menores y se limitan principalmente a las fascias y los niveles de equipamiento. La adición de los 300 metros, una vez más dio a Chrysler tres modelos de tamaño completo, todo ello basado en la plataforma LH. Debido a la remodelación, el interior del LHS es un poco más estrecho que el modelo anterior. Las ventanas laterales son más agresivamente curveadas en el techo, lo que reduce el espacio entre la parte superior de las ventanas y los lados de las cabezas de los ocupantes. 
Fue sustituido por el Concorde debido a que se vendía más y mejor.